# Ralewice
Ralewice (prononciation [ralɛˈvit͡sɛ]) est un village de la gmina de Zadzim, du powiat de Poddębice, dans la voïvodie de Łódź, situé dans le centre de la Pologne.
Il se situe à environ 5 kilomètres (km) au sud de Zadzim (siège de la gmina), 20 kilomètres au sud-ouest de Poddębice (siège du powiat) et 45 kilomètres à l'ouest de Łódź (capitale de la voïvodie).
Sa population s'élevait à 144 habitants en 2009.

## Administration
De 1975 à 1998, le village était attaché administrativement à l'ancienne voïvodie de Sieradz.

Depuis 1999, il fait partie de la nouvelle voïvodie de Łódź.